# Kronična nenalezljiva bolezen
Vodili vzroki smrti in prezgodnja umrljivost ter povzročitelji več kot 80% vseh smrti sodijo pod kronično nenalezljive bolezni (KNB). Vse te bolezni povzročajo hudo družbeno krizo. Ene izmed najpogosteje omenjenih so srčno žilne bolezni, kronične bolezni dihal, duševne bolezni, sladkorna bolezen, rak, bolezni kostno mišičnega sistema. Z življenjem v zdravem okolju in z zdravim načinom življenja se jim lahko izognemo na določeni ravni ali pa tu le zmanjšamo tveganje za njihov nastanek. S temi ukrepi lahko prav tako upočasnimo napredovanje tudi drugih kroničnih nenalezljivih bolezni.
Nenalezljive bolezni vsako leto ubijejo več kot 41 milijonov ljudi od tega 15 milijonov nekje med 30. in 69. letom starosti. Največji obseg smrtnih žrtev predstavljajo kardiovaskularne smrti katerim sledijo smrti zaradi raka, bolezni dihal in sladkorna bolezen. To so štiri skupine, ki predstavljajo nekaj več kot 80% vseh prezgodnjih smrti, povzročenih zaradi že omenjenih nenalezljivih bolezni. Te bolezni so znane tudi kot kronične bolezni, ki so po večini dolgotrajne in se kažejo kot posledice pri kombinacijah genetskih, fizioloških, vedenjskih in okolijskih dejavnikov.
Med nenalezljive bolezni spadajo tudi Parkinsonova bolezen, kapi, večina rakov, avtoimunske bolezni, srčne bolezni, sladkorne bolezni, kronične ledvične bolezni, osteoporoza, katarakte in tudi Alzheimerjeva bolezen.
Kronični bolezni kot sta sladkorna bolezen in bolezni srca, sta dandanes eni izmed najbolj razširjenih bolezni za zdravje našega časa. Te bolezni se ne širijo kar same od sebe in niso nalezljive. Običajni vzroki za le te so zapleti pri odločitvah o lastnem zdravju, katere sprejmemo vsak posameznik zase. Na to prav tako vpliva tudi dostopnost zdravstvenih storitev, zdravstvenega varstva, prehranjevanje, kakovost vode in predvsem zdravstvena vzgoja.

### Preventiva
Kronične nenalezljive bolezni, imenovane tudi kronične bolezni, se običajno razvijajo skoz skozi čas in so rezultat kombinacije genetskih, fizioloških, okoljskih in vedenjskih dejavnikov.  Najpogostejši dejavniki tveganja, ki vplivajo na razvoj kroničnih nenalezljivih bolezni so: kajenje, povišan krvni tlak, nezdrava prehrana, telesna neaktivnost, prekomerna telesna teža in debelost, hiperholesterolemija, diabetes in alkohol.
Eden pomembnejših načinov preventive in nadzorovanja kroničnih nenalezljivih bolezni je osredotočanje na izogibanje in zmanjšanje izpostavljenosti dejavnikom tveganja, bodisi okoljskih, fizioloških ali pa vedenjskih dejavnikov povezanih s temi boleznimi. Za državne vlade in druge za preventivo zadolžene inštitucije obstajajo poceni rešitve za zmanjšanje pogostih spremenljivih dejavnikov tveganja. Spremljanje napredka in trendov kroničnih nenalezljivih bolezni in njihovega tveganja je pomembno za usmerjanje politike in prednostnih ukrepov za nadzor teh bolezni. Da bi zmanjšali vpliv kroničnih nenalezljivih bolezni na posameznike in družbo, je potreben celovit pristop, ki zahteva, da vsi sektorji, vključno z zdravjem, financami, prometom, izobraževanjem, kmetijstvom, načrtovanjem in drugimi, sodelujejo pri zmanjševanju tveganj, povezanih z kroničnimi nenalezljivimi boleznimi, in spodbujajo ukrepe za preprečevanje in njihovo nadzorovanje. Naložbe v boljše upravljanje kroničnih nenalezljivih bolezni so ključnega pomena. Obvladovanje vključuje odkrivanje, presejanje in zdravljenje teh bolezni ter zagotavljanje dostopa do paliativne oskrbe ljudem v stiski. Bistvene posege pri kroničnih nenalezljivih boleznih lahko dosežemo s pristopom primarne zdravstvene oskrbe, da okrepimo zgodnje odkrivanje in pravočasno zdravljenje, prav tako pa tudi, da na različne načine povečamo znanje in ozaveščenost prebivalstva o kroničnih nenalezljivih boleznih.  Dokazi kažejo, da so takšni posegi odlične gospodarske naložbe, saj lahko, če so pacientom na voljo zgodaj, zmanjšajo potrebo po dražjem zdravljenju. Države z nezadostnim kritjem zdravstvenega zavarovanja verjetno ne bodo zagotovile splošnega dostopa do bistvenih ukrepov. Posegi obvladovanja so bistveni za doseganje globalnega cilja 25-odstotnega relativnega zmanjšanja tveganja prezgodnje umrljivosti zaradi KNB do leta 2025.
Eden od načinov preventive so preventivni izobraževalni programi. Eden od takšnih programov, ki deluje v Sloveniji je Program integrirane preventive KNB in zmanjševanja neenakosti v zdravju pri odraslih, ki je namenjen izboljšanju zdravja odraslih prebivalcev v Slovenji. Glavni cilji tega programa so: zmanjšanje zgodnje umrljivosti, obolevnosti ter invalidnosti zaradi nekaterih pogostejših kroničnih nenalezljivih bolezni: srčno-žilne bolezni, raka, sladkorne bolezni tipa 2, kronične obstruktivne pljučne bolezni, hipertenzije, debelosti, depresije, osteoporoze, mišično skeletnih disfunkcij (npr. inkontinence, degenerativne spremembe mišic in sklepov) in drugih KNB;
- zmanjšanje vedenjskih in bioloških dejavnikov tveganja (telesna nedejavnost, nezdrava prehrana, kajenje, tvegano in škodljivo pitje alkohola) ter izboljšanje duševnega zdravja (obvladovanje stresa, depresije in anksioznih motenj) v populaciji;

- ozaveščanje in podpora posameznikov ter njihovo opolnomočenje pri skrbi za lastno zdravje;

- vzpostavitev mreže deležnikov iz lokalnega okolja, ki posameznika podpirajo pri vzdrževanju zdravega življenjskega sloga oziroma pri samooskrbi KNB.[5]

### Skupnostna (integrirana) oskrba
Staranje prebivalstva in naraščanje števila ljudi s kroničnimi boleznimi je problem vseh držav razvitega sveta. Zato se v patronažni dejavnosti srečujejo z velikimi spremembami, področja kot so dolgotrajna oskrba in paliativna oskrba predstavljata velik izziv. Medicinska sestra v patronažnem varstvu je nosilka patronažne zdravstvene nege na domu za pacienta, družino in skupnost, ter koordinira delo, ga načrtuje, izvaja in ga oceni.
Patronažna medicinska sestra je del integrirane oskrbe, katere dejavnosti so povezane, usklajene in pacientu zagotavljajo enaka in razumljiva navodila ter v kar največji meri upoštevajo pacientove želje in želje njegovih bližnjih. Integrirana oskrba zagotavlja optimalne izide zdravljenja in bolniku pomaga, da prevzame nadzor nad svojim zdravjem.
Medicinska sestra v patronažnem varstvu koordinira delo z:
- Izbranim osebnim zdravnikom: priprava diagnostično terapevtskega programa, spremljanje stanja pacienta, razmer v družini,
- Izbranim osebnim zdravnikom in zdravstvenimi delavci pri planiranju in izvedbi preventivnega zdravstvenega varstva pacientov,
- S službami v zdravstveni dejavnosti: rehabilitacijski centri, bolnišnice,
- Z drugimi službami in dejavnostmi: Zavod za oskrbo na domu, Rdeči križ, Center za socialno delo, lokalna služba, Dom starejših občanov.[8]

Aktivnosti medicinske sestre v patronažnem varstvu so usmerjene k ohranjanju in krepitvi zdravja pacienta, njegove družine, k preprečevanju dejavnikov tveganja za razvoj bolezni ter k prepoznavanju različnih odstopanj, ki zahtevajo ukrepanje. Doma so patronažne medicinske sestre tiste, ki spodbujajo paciente, da prevzamejo aktivno vlogo in odgovornost v skrbi za svoje zdravje. Pri tem morajo upoštevati možnosti samopomoči in sosedske pomoči, ki mu jo nudi okolica. Patronažne medicinske sestre sodelujejo tudi z nevladnimi organizacijami in s tem pripomorejo k dvigu kakovosti življenja pacienta v domačem okolju. S temi dejavnostmi pripomorejo tudi, da pacient čim dlje časa ostane v domačem okolju.